# 知多市
知多市（日语：／ Chita shi */?）是位於日本愛知縣知多半島西北部的行政區劃，其名稱來自知多郡。
西側臨伊勢灣，轄內多為丘陵地，沿海區域為填海而成屬於名古屋港的工業區，由東京電力和中部電力合資的捷熱在此設有知多火力發電廠及知多第二火力發電廠，ENEOS在此也設有知多製造所。

## 人口
| 知多市人口分布圖 |                                               |  |
| 知多市與日本全國年齡別人口分布比較圖 （2005年資料） | 知多市的年齡、男女別人口分布圖 （2005年資料） |  |
| ■紫色是知多市 ■綠色是全国 | ■藍色是男性 ■紅色是女性                       |  |
| 知多市人口變化 \| 1970年 \| 39,834人 \| \| \| 1975年 \| 56,560人 \| \| \| 1980年 \| 64,831人 \| \| \| 1985年 \| 70,013人 \| \| \| 1990年 \| 75,433人 \| \| \| 1995年 \| 78,202人 \| \| \| 2000年 \| 80,536人 \| \| \| 2005年 \| 83,373人 \| \| \| 2010年 \| 84,768人 \| \| \| 2015年 \| 84,617人 \| \| \| 2020年 \| 84,364人 \| \| |                                               |  |
| 資料來源：日本總務省統計中心提供之人口普查數據 |                                               |  |
| 1970年 | 39,834人                                      |  |
| 1975年 | 56,560人                                      |  |
| 1980年 | 64,831人                                      |  |
| 1985年 | 70,013人                                      |  |
| 1990年 | 75,433人                                      |  |
| 1995年 | 78,202人                                      |  |
| 2000年 | 80,536人                                      |  |
| 2005年 | 83,373人                                      |  |
| 2010年 | 84,768人                                      |  |
| 2015年 | 84,617人                                      |  |
| 2020年 | 84,364人                                      |  |

## 歷史
最早在約八千年前的繩文時代，在本地的新知地區已有人居住，在約三世紀至六世紀期間，開始有製鹽產業，並被進貢至當時日本的都城。進入在令制國時代後，本地屬於尾張國知多郡，在約12世紀後，一度因製作陶器而興盛，在現在東部的七曲地區周邊已發掘出七曲古窯址群。
17世紀進入江戶時代後，本地成為尾張藩尾張德川家的領地；直到19世紀末明治維新實施廢藩置縣後，改隸屬名古屋縣，在1871年的第一次府縣整併時，隨著知多郡被劃入新設立的額田縣，不過在隔年即被整併至愛知縣。
1889年日本實施町村制，現在的知多市在當時分屬八幡村、新知村、佐布里村、岡田村、日長村、金澤村六個行政區劃，位於中部的岡田村在1903年升格為岡田町；位於北部的八幡村、新知村、佐布里村是在1906年被整併為八幡村，再1922年升格為於八幡町；位於南部的日長村、金澤村也是先在1906年被整併為旭村後，再於1952年升格為旭町。
岡田町、八幡町、旭町配合日本政府在1950年代推動的昭和大合併，於1955年合併為知多町，後於1970年升格改制為知多市。

### 變遷表
| 1889年10月1日 | 1889年 - 1944年           | 1889年 - 1944年           | 1945年 - 1954年           | 1955年 - 1989年           | 1955年 - 1989年           | 1989年 - 現在             | 現在                      |
| ------------- | ------------------------- | ------------------------- | ------------------------- | ------------------------- | ------------------------- | ------------------------- | ------------------------- |
| 八幡村        | 1906年5月1日 合併為八幡村 | 1922年4月1日 改制為八幡町 | 1922年4月1日 改制為八幡町 | 1955年4月1日 合併為知多町 | 1970年9月1日 改制為知多市 | 1970年9月1日 改制為知多市 | 1970年9月1日 改制為知多市 |
| 新知村        | 1906年5月1日 合併為八幡村 | 1922年4月1日 改制為八幡町 | 1922年4月1日 改制為八幡町 | 1955年4月1日 合併為知多町 | 1970年9月1日 改制為知多市 | 1970年9月1日 改制為知多市 | 1970年9月1日 改制為知多市 |
| 佐布里村      | 1906年5月1日 合併為八幡村 | 1922年4月1日 改制為八幡町 | 1922年4月1日 改制為八幡町 | 1955年4月1日 合併為知多町 | 1970年9月1日 改制為知多市 | 1970年9月1日 改制為知多市 | 1970年9月1日 改制為知多市 |
| 岡田村        | 1903年5月6日 改制為岡田町 | 1903年5月6日 改制為岡田町 | 1903年5月6日 改制為岡田町 | 1955年4月1日 合併為知多町 | 1970年9月1日 改制為知多市 | 1970年9月1日 改制為知多市 | 1970年9月1日 改制為知多市 |
| 日長村        | 1906年5月1日 合併為旭村   | 1906年5月1日 合併為旭村   | 1952年4月1日 改制為旭町   | 1955年4月1日 合併為知多町 | 1970年9月1日 改制為知多市 | 1970年9月1日 改制為知多市 | 1970年9月1日 改制為知多市 |
| 金澤村        | 1906年5月1日 合併為旭村   | 1906年5月1日 合併為旭村   | 1952年4月1日 改制為旭町   | 1955年4月1日 合併為知多町 | 1970年9月1日 改制為知多市 | 1970年9月1日 改制為知多市 | 1970年9月1日 改制為知多市 |

## 交通
名古屋鐵道常滑線自市區西側與臨海工業區之間通過，河和線則是自東側與東海市、東浦町之間通過，利用鐵路往北可在約半小時抵達名古屋車站，利用常滑線往南則可在約二十分鐘內抵達中部國際機場。
名鐵集團旗下負責經營知多半島地區的知多乘合在知多市內開設有四條客運路線，其中三條路線以朝倉車站為起點，連結市內北部、東部主要市區，另有一條路線以南部的新舞子車站為起點，駛往日常團地；在東部語東浦町、阿久比町交界處的巽丘車站也有一條在三地邊界上行駛的東丘團地線。
市政府也有委託知多乘合營運社區巴士愛愛巴士，其開設的兩條路線皆以朝倉車站為樞紐，分別可駛往町內東部及南部地區。

### 鐵路
- 名古屋鐵道
  - 常滑線：（←東海市） - 寺本車站 - 朝倉車站 - 古見車站 - 長浦車站 - 日長車站 - 新舞子車站 - （常滑市）
  - 河和線：（←東浦町） - 巽丘車站 - （阿久比町→）

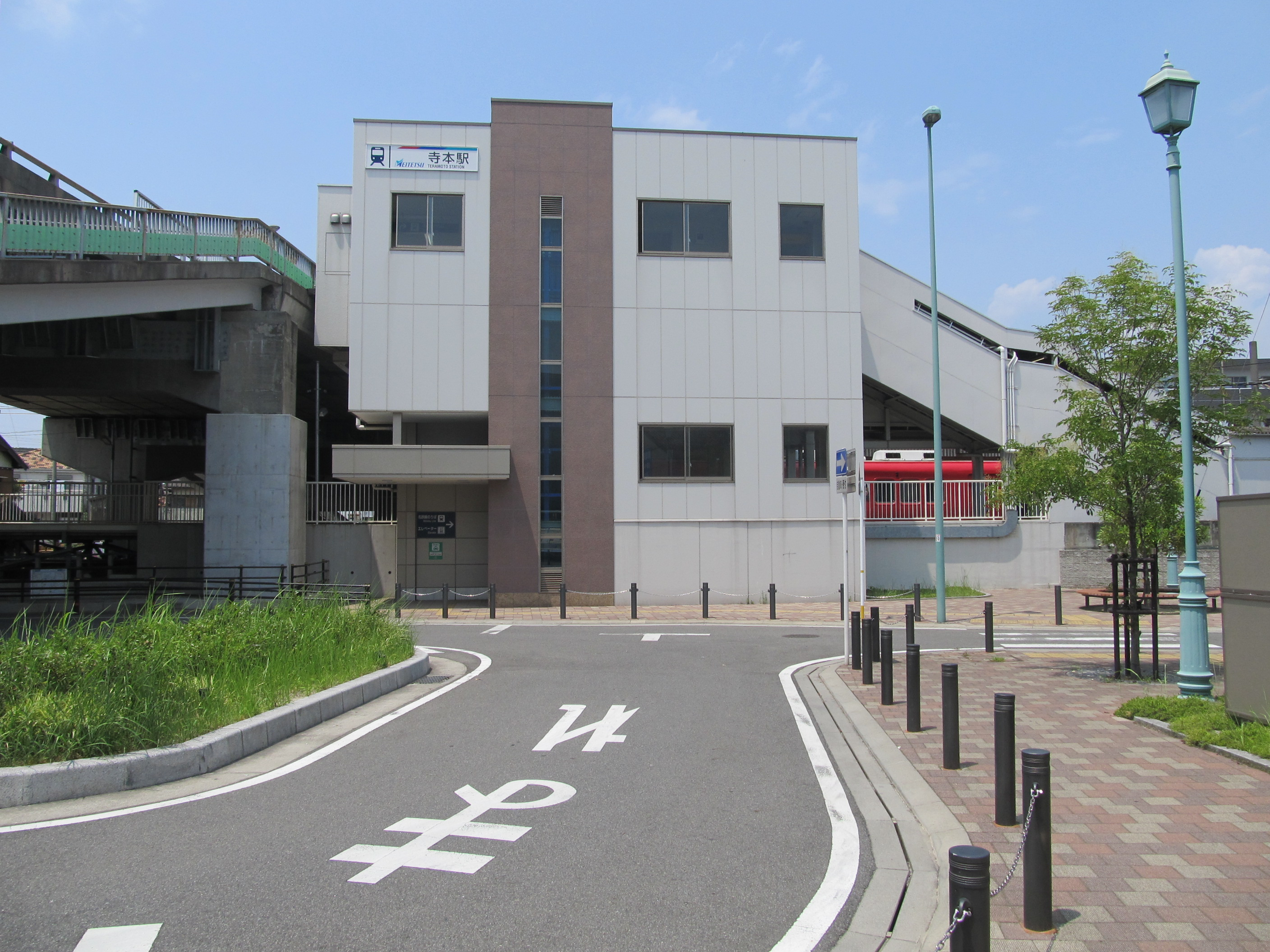
寺本車站
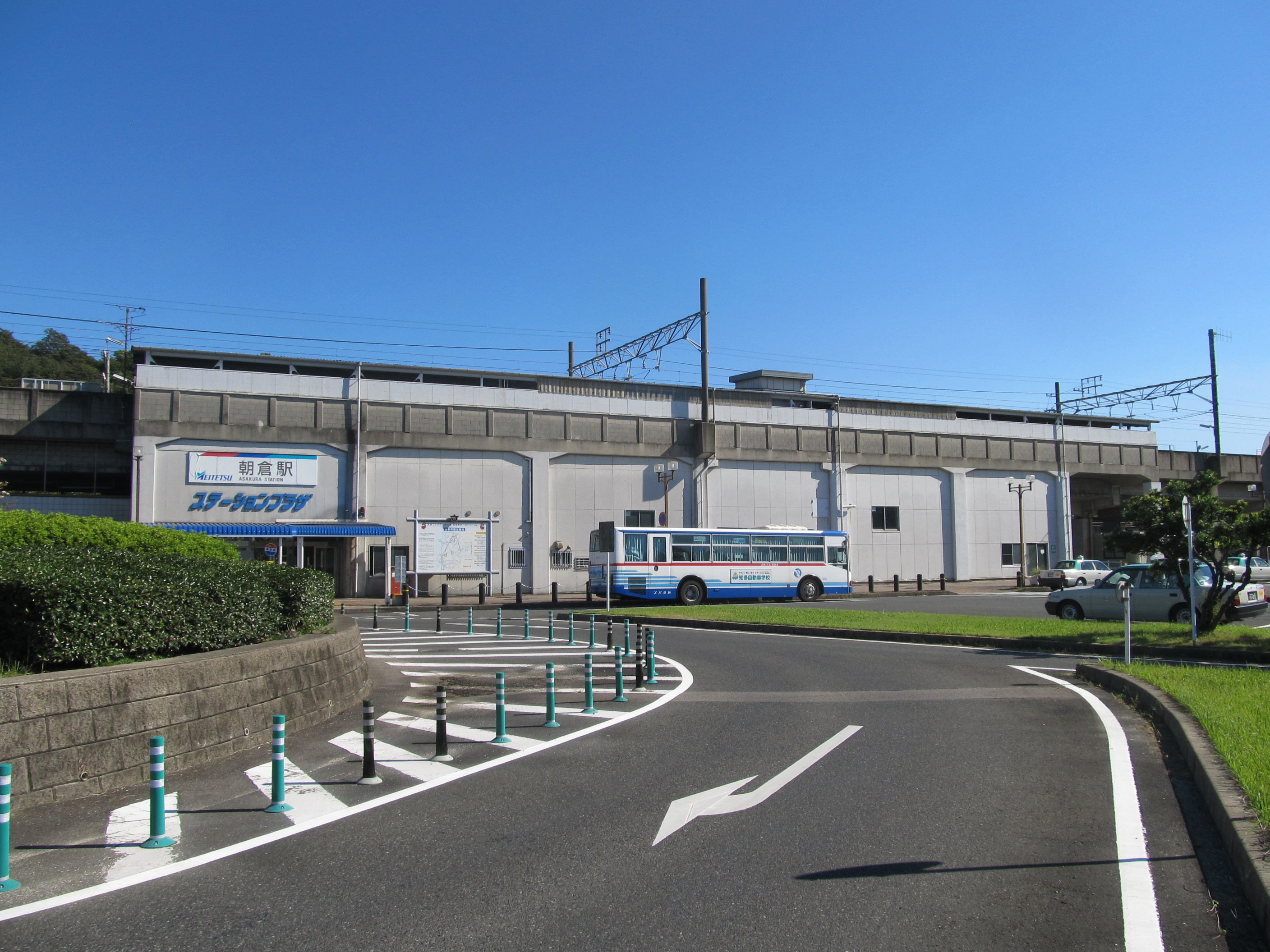
朝倉車站
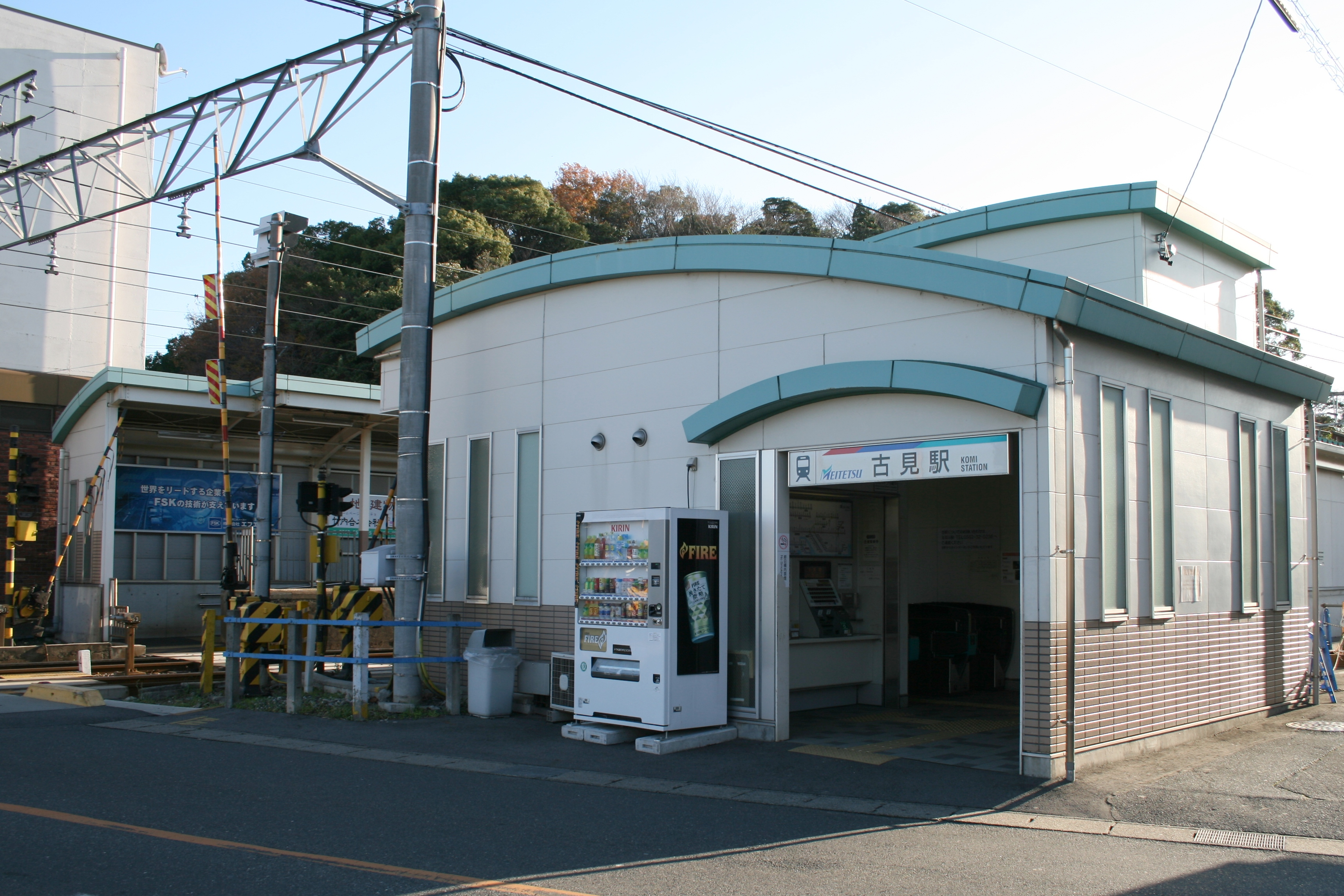
古見車站
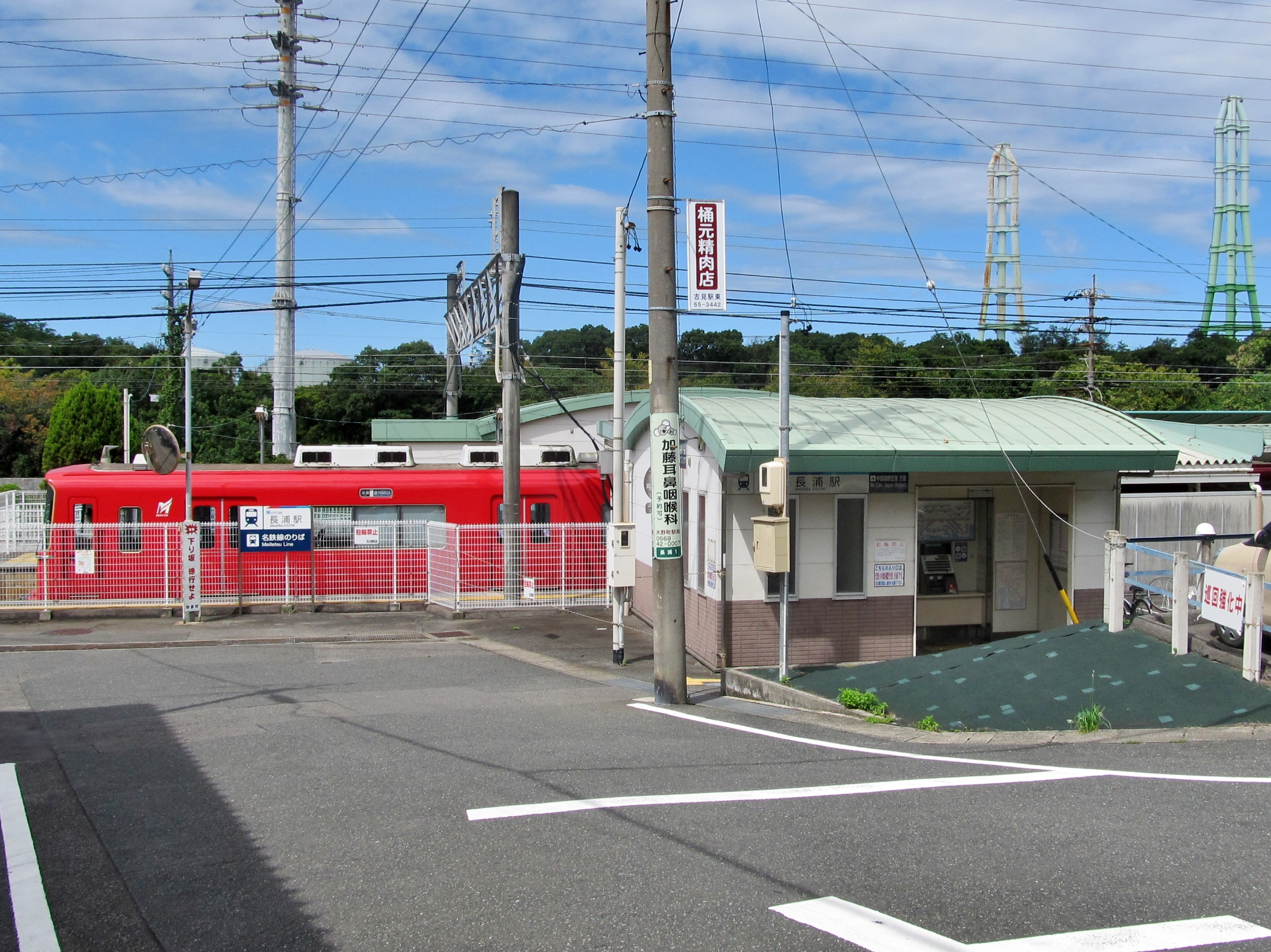
長浦車站
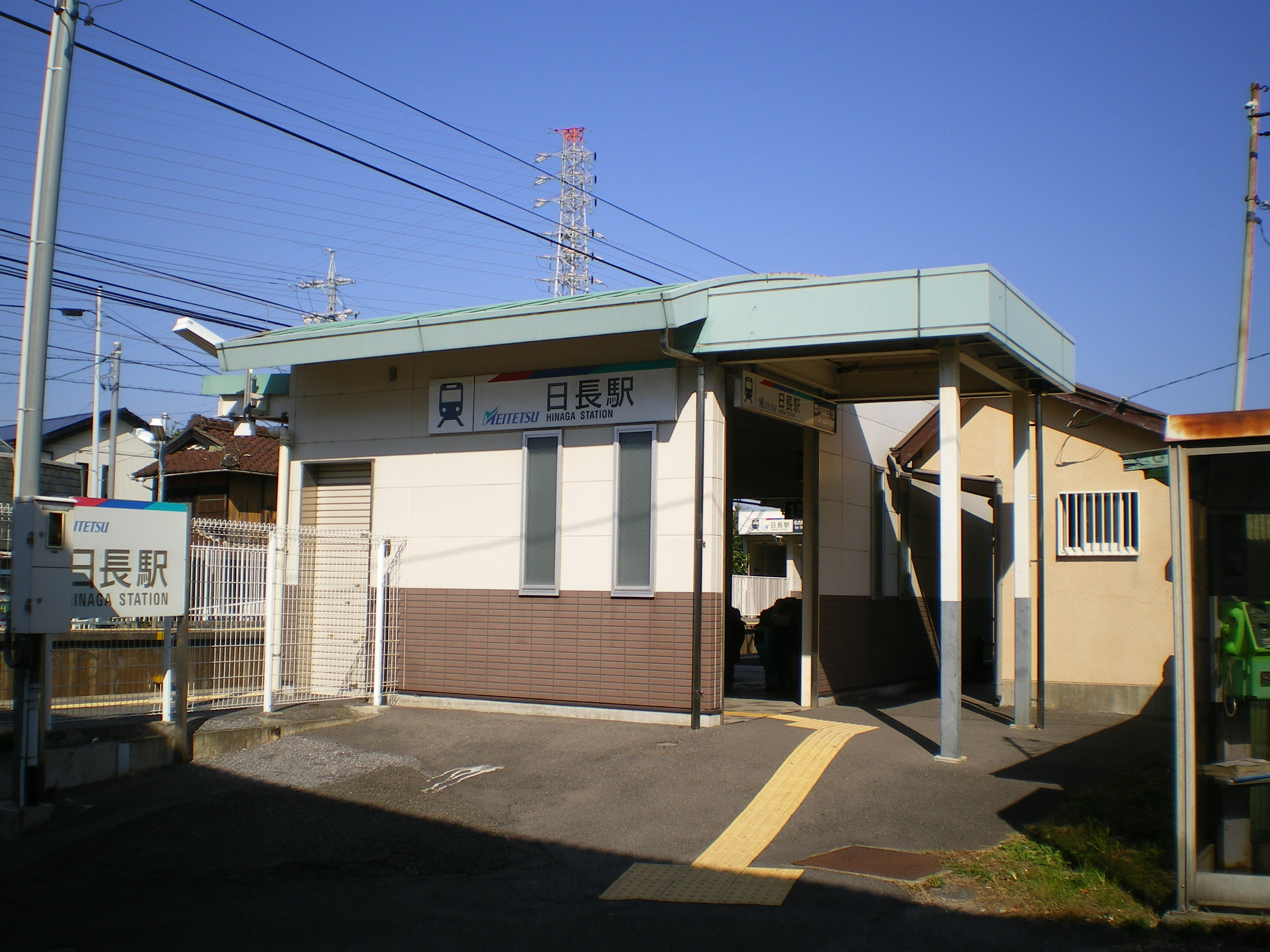
日長車站
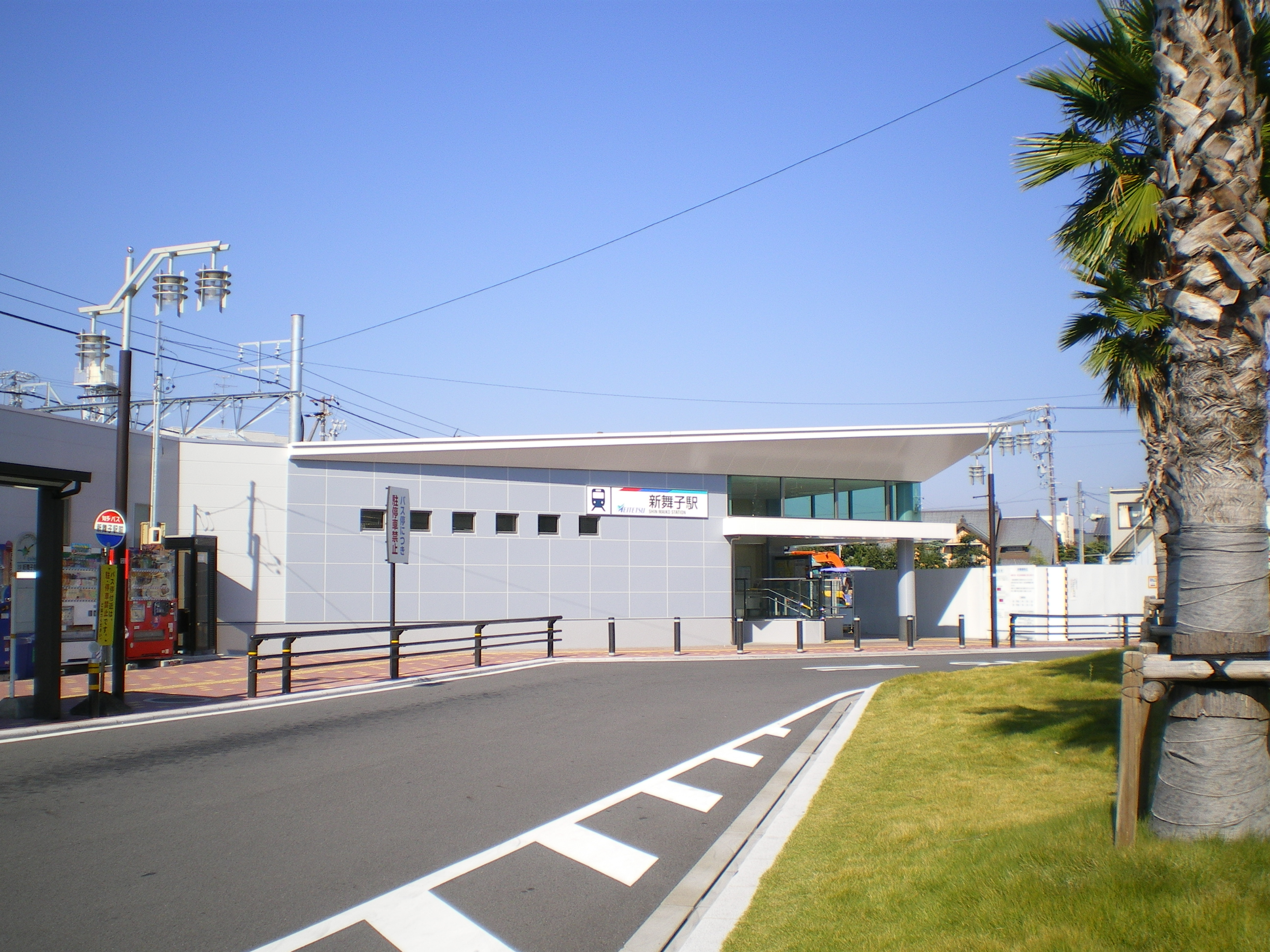
新舞子車站東口
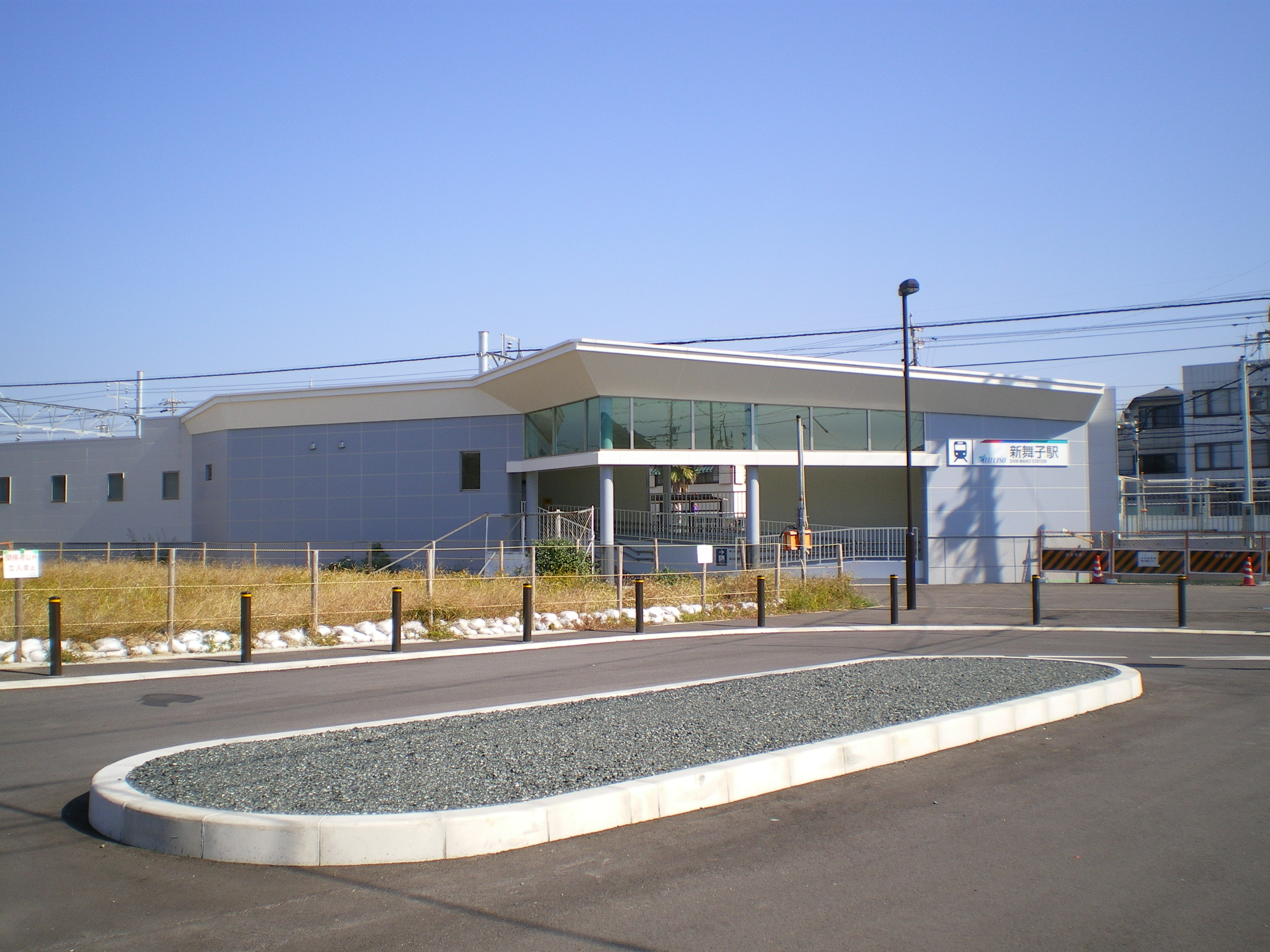
新舞子車站西口
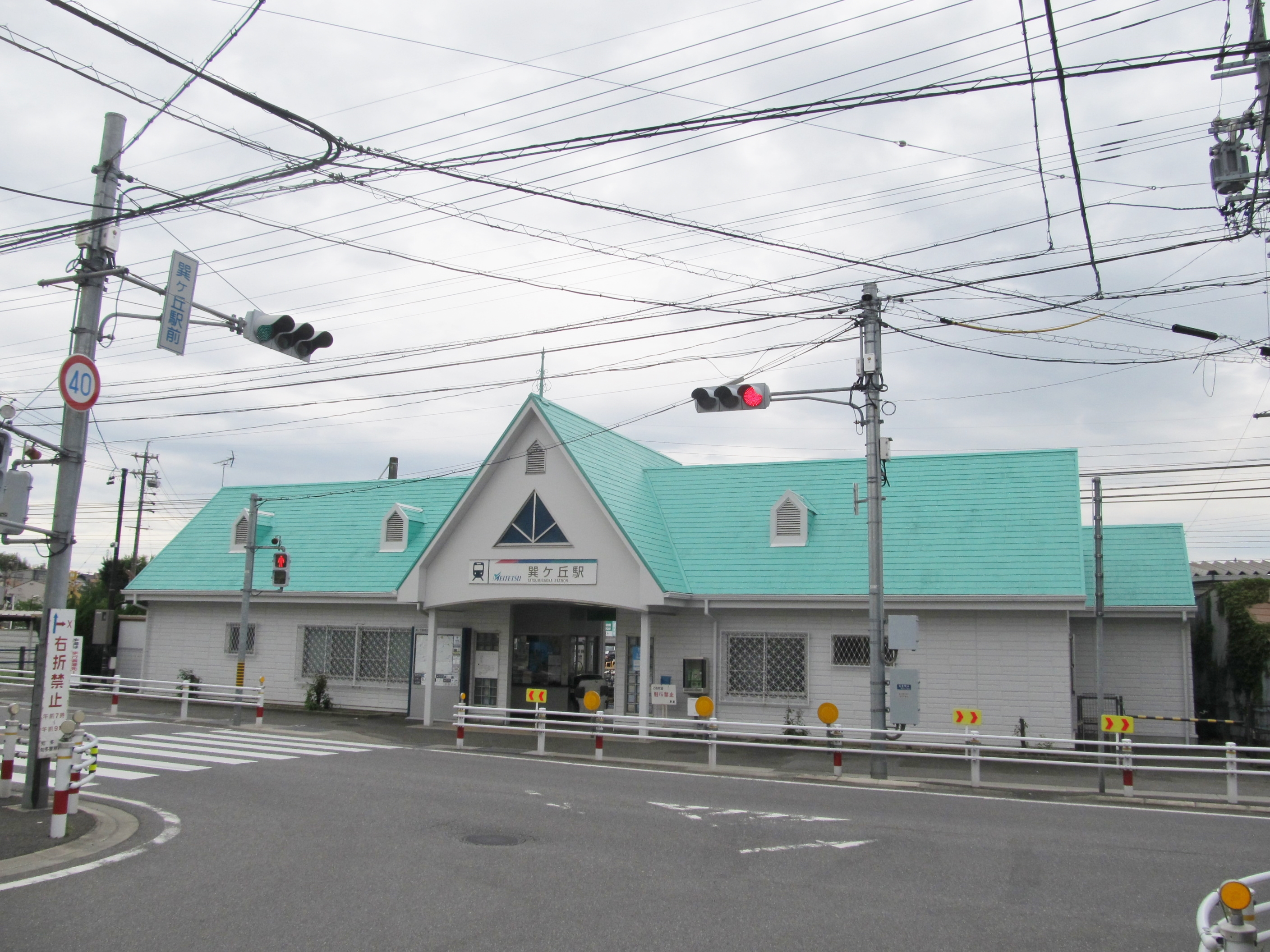
巽丘車站

## 觀光資源
位於東部的佐布里池為1965年配合愛知用水所設計的調整池，其周邊約八公頃的區域在2001年被規劃為佐布里綠與花交流公園，其內並以梅花為特色，種植了25種、約5,800顆的梅樹，在每年二月三月梅花盛開的時期也會舉辦「梅花祭」；在佐布里池西岸也以愛知用水為主題設計了水之生活館。
自佐布里池往西北沿著信濃川左岸也規劃了長約三公里的佐布里公園路，沿途同樣栽種了大量的櫻花及杜鵑花。

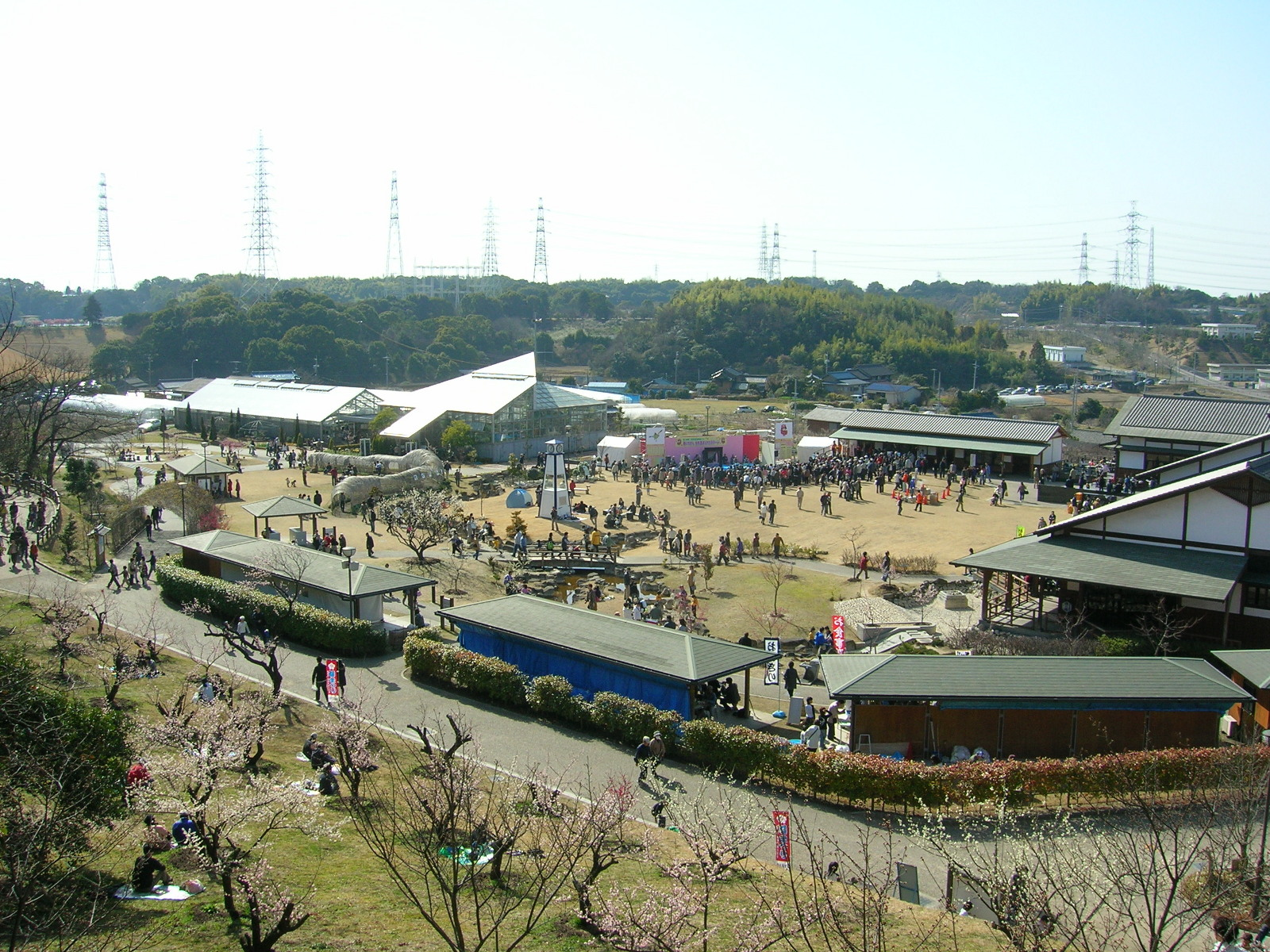
佐布里綠與花交流公園
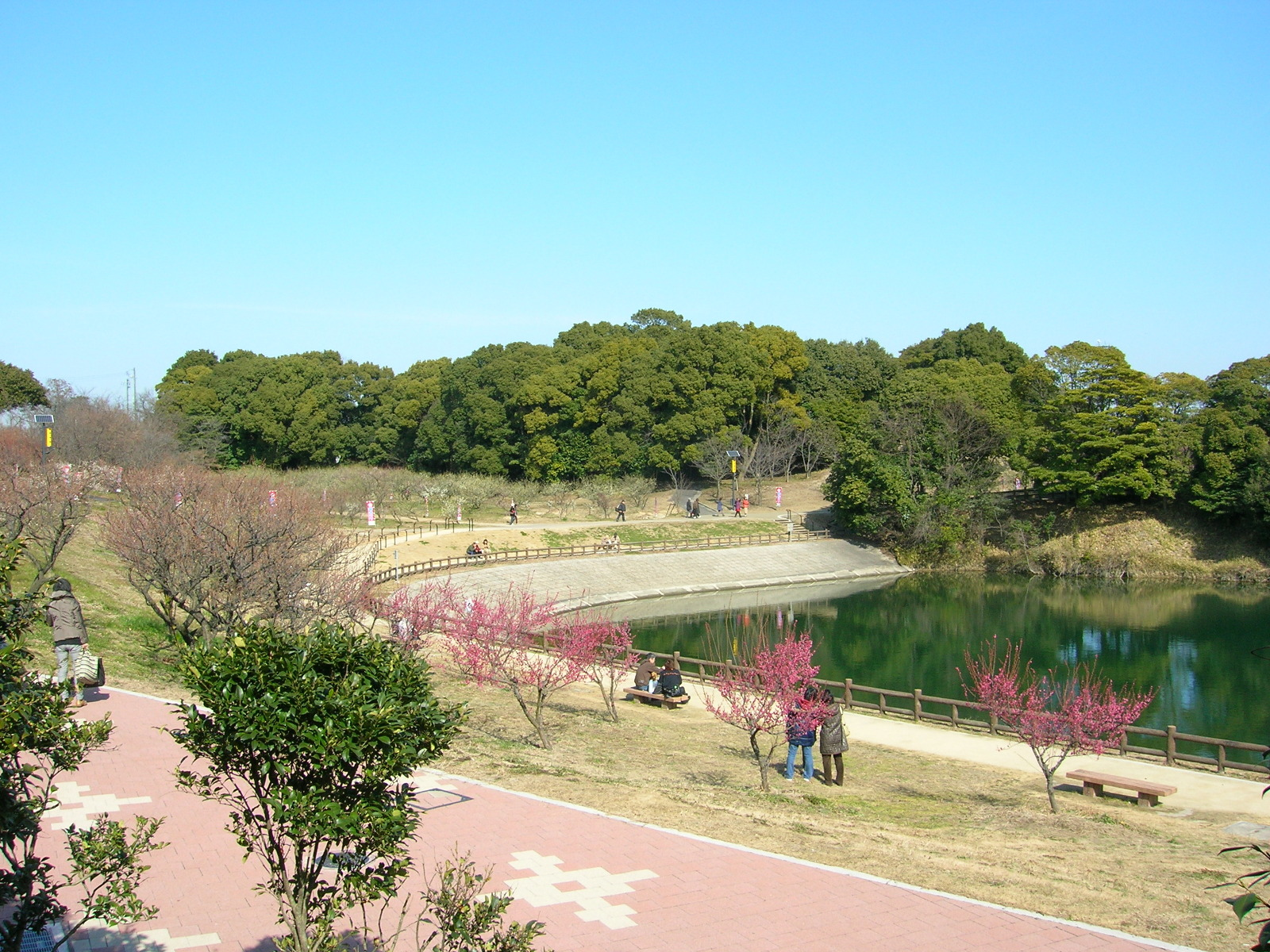
佐布里綠與花交流公園內的佐布里池及梅花樹
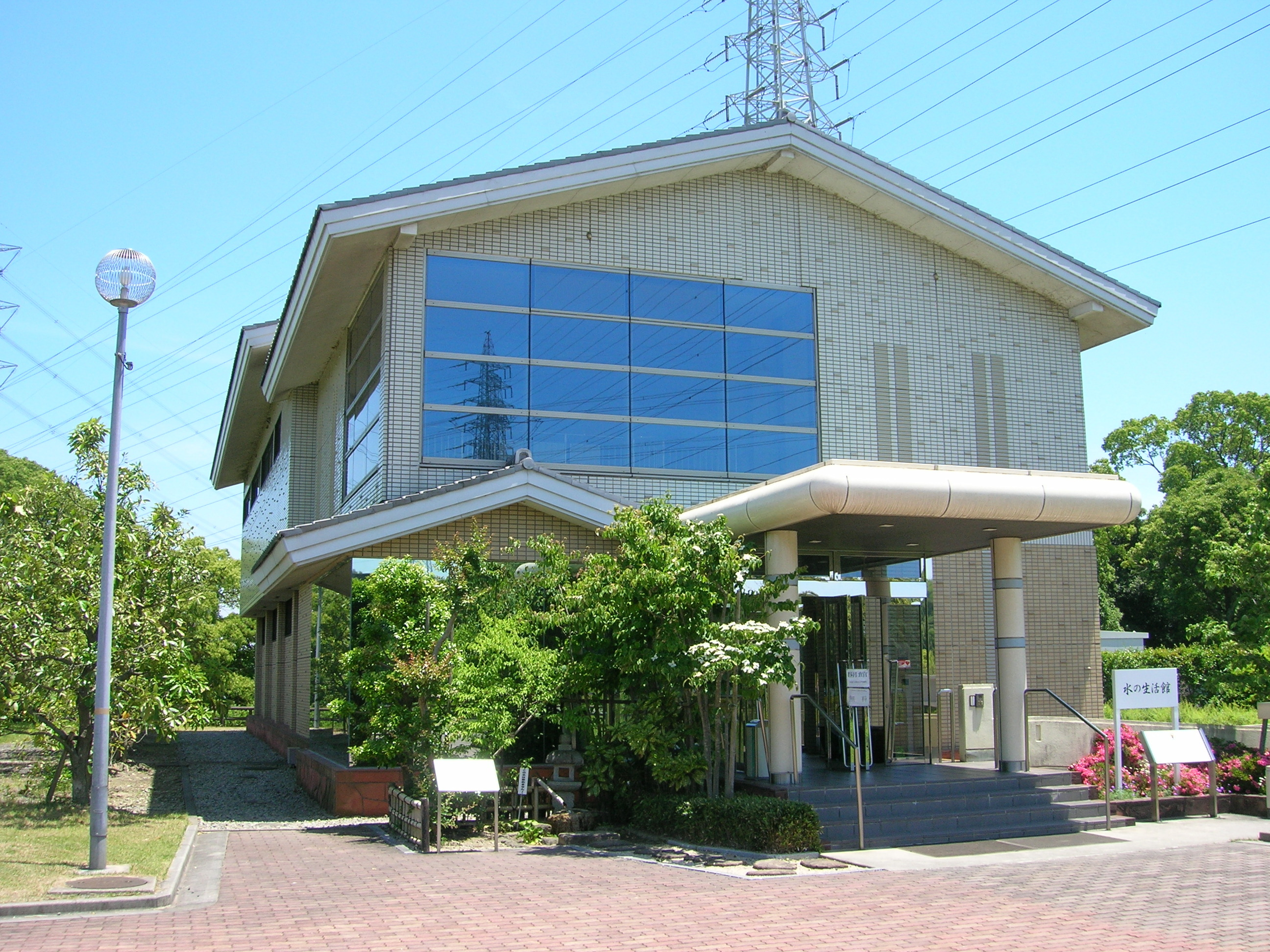
水之生活館

## 外部連結
- （日語） 愛知縣知多市的X（前Twitter）
- （日語） ちったぁ知っとる？ - 知多市広報的Facebook專頁
- （日語） 知多市的Instagram帳戶